# Tasik
Tasik o Kota Pinang fou un dels estats successors de Pinangawan quan aquest es va fraccionar en tres estats diferents. Formava part de la regència de Labohan Batoe, a la residència de la Costa Oriental, a l'illa de Sumatra.
Segons la tradició un tal Batara-si-Nomba fou expulsat de Mandheling vers la meitat del segle xvi i es va retirar cap al nord on va esdevenir cap de les tribus tombok i asopong, com a príncep de Pinangawan. Va morir vers 1610 i després de la seva mort va rebre el nom pòstum de Marhum Magbkat di Pinangawan o Marhum Magbkat di Hutang Mumu. Va tenir per successor al seu fill Raja Halib (Marhum Magbkat di Jambu), que va morir vers 1630; els seus tres fills, Kaïn, Suman i Awan es van repartir els dominis i van fundar els estats de Bila o Bilah, de Sungei Taras o Sungai Taras (més tard Kampong Raja) i de Tasik (més tard Kota Pinang). Un dels seus nets, Abd al-Jalil fou el fundador del sultanat d'Asahan
Bongsa II fou sultà del 1795 al 1815 quan li va succeir el seu fill Mustafà mort el 1871 i succeït pel Yang Dipertuan Sati fins al 1905 quan va pujar el darrer sultà Sulung Mustafa Yang Dupertuan Mamur Perkasa Alam Syah. El sultanat es va enfonsar el 1946 durant l'anomenada "revolució social" i ja no fou restablert.

## Banderes
La bandera reial era groga llisa. Altres dues banderes utilitzades tenien un ús desconegut: la primera estava dividida verticalment en dos parts desiguals blau grisenc al pal (un terç) i porpra la resta (dos terços); la segona tenia la mateixa estructura però era blanca al pal i blau grisós al vol.